# Мантикора (фильм, 2011)
«Мантикора» — российский триллер режиссёра Вл. Китта, который рассказывает о противостоянии команды стритрейсеров и автогонщиков.
Фильм дебютировал в российском и казахстанском прокате 11 февраля 2011 года, а в японском 3 февраля 2012. Сборы в России составили $ 1 756 511, а в мировом прокате $ 1 666 597 при начальном бюджете в 6 млн долларов.

## Сюжет
Фильм начинается с заезда стритрейсеров по ночной Москве. Во время гонки под колёсами автомобилей чуть не гибнет пешеход. После этого от группы отрывается красная машина, отъезжает в парк и останавливается перед стеной. Из машины выходит главная героиня по имени Катя и рассматривает стену. На стене изображены гонки на колесницах. Внезапно изображения оживают, через стену проходит трещина, и стену проламывает мантикора.
Далее Катя разговаривает со своей подругой по кличке Пиранья. Пиранья рассказывает Кате, что влюблена в известного гонщика Айртона Сенну. Катя пытается объяснить подруге, что Сенна давно умер, но безуспешно. После разговора выясняется, что днём Катя работает инструктором по вождению, а ночью участвует в гонках.
Давнее соперничество между стритрейсерами и профессиональными автогонщикам разгорается с новой силой. Разнимая драку, Катя получает удар в бок, от которого у неё отказывает нога. Выясняется, что Пиранья готовит доклад о мантикоре и пытается убедить профессора, что мантикора существует. С Пираньей пытаются познакомиться двое парней, но она отказывается. В это время к Кате заходит доктор, которому дверь открывает кот.
Парни, попытавшиеся познакомиться с Пираньей, споря о мантикоре, встречаются с чудовищем. Оно быстро расправляется с ними, а слуги мантикоры находят Пиранью и просматривают её доклад. Однако парни вступают в команду стритрейсеров, где уже были Катя и Пиранья.  В городе появляются два чёрных автомобиля и начинаются таинственные аварии, в ходе которых останавливаются моторы машин и сердца жертв. Мантикора заключает сделку с Сатаной о предстоящей большой гонке Кати.
В это время гонщики и стритрейсеры решают устроить заезд и выяснить, кто лучше умеет ездить на машине. Для этого гонщики приглашают свою знакомую по прозвищу Снежная Сказка, которая и будет соревноваться с Катей. Параллельно с этим один из стритрейсеров вспоминает, что знакомый рассказывал, как за ним ехала чёрная машина. У знакомого остановилось сердце, но стритрейсер его спас.
В итоге гонка начинается, но кто-то устраивает аварию гонщику из команды Кати. Сама Катя приглашает профессора на свидание, но кот говорит, что профессор не придёт, а потом говорит, что пошутил. Свидание происходит, и профессор встречается с магистром. В это время гонщики вспоминают, что Айртон Сенна уже был мёртв, когда разбился. Катя же участвует в гонке. Стритрейсеры и гонщики начинают финальный заезд, но чёрные машины в очередной раз появляются. Команда Кати пытается их остановить помоями и томатами,  но машины превращаются в драконов, которые летят на Катю, но их забирает рука Сатаны. Катя побеждает в гонке. После этого Мантикора, в образе профессора, признаёт что проиграл спор.

## В ролях
- Екатерина Каренина — Катя (главная роль)
- Алексей Завьялов — доктор
- Софья Ледовских — Пиранья
- Анна Чурова — Зимняя сказка
- Даниил Воробьёв — Мудрый
- Андрей Лавров — Сильный
- Антон Эльдаров — Дёрганый
- Владимир Малков — Магистр
- Андрей Таратухин — Стас
- Олег Соколов — Рэд
- Никита Емшанов — 1-й пилот
- Сергей Бурунов — 2-й пилот
- Людмила Халилуллина — Лада
- Роман Жирнов — Арбузов
- Игорь Гаспарян — Джордж
- Тимур Орагвелидзе — Гамлет
- Марина Куделинская — Анна Павловна
- Александр Андриенко — генерал
- Валерий Кулигин — инспектор ГАИ
- Виталий Гаевский — механик
- Андрей Гайдулян — эпизодическая роль
- Мирослава Карпович — медсестра
- Марина Коняшкина — эпизодическая роль
- Кирилл Игнатов — эпизодическая роль
- Владимир Ширяев — эпизодическая роль
- Максим Вахненков — эпизодическая роль
- Анна Калашникова — эпизодическая роль

## Саундтрек
Также музыкальная группа «Область сердца», фронтменом которой является один из актёров фильма Антон Эльдаров, подарила кинокартине саундтреки в жанрах прог-рок и поп-рок.

## Реакция

### Кассовые сборы
Фильм «Мантикора» заработал 1,7 миллионов долларов в России и 1,6 миллионов долларов в остальном мире (кино прокатывалось также в Казахстане и Японии), а общая сумма кассовых сборов в мировом прокате составила 3,4 миллиона долларов, при бюджете в размере 6 миллионов долларов.

### Отзывы и оценки
Фильм получил отрицательные отзывы критиков.
Все кинокритики поставили фильму низкий балл.